# Rogerio Ghisalbertini
Rogerio Ghisalbertini, meglio noto come Ruggero Gisalbertini, (XI secolo – aprile 1131) è stato un arcivescovo cattolico italiano.

## Biografia
Erroneamente attribuito alla potente famiglia pisana degli Upezzinghi, Ruggero era membro dell'aristocratica famiglia lombarda dei Gisalbertini di Bergamo. Nel 1103 fu consacrato vescovo di Volterra, dove fece ricostruire la cattedrale cittadina dopo il terremoto del 1117 e ospitò papa Callisto II il 20 maggio 1120. Il 9 novembre del 1123 s.p. riconsacrò, insieme ai vescovi di Anagni e Acqui, la chiesa dell'abbazia di Santa Maria Assunta a Conèo.
Rogerio restò a Volterra fino al 24 marzo 1123, quando venne elevato al rango di arcivescovo di Pisa, rimanendo comunque a capo di entrambe le diocesi toscane.
Tra il 1126 e il 1127 Pisa entrò in guerra con Lucca, mentre Arezzo e Siena videro acuirsi antiche dispute episcopali. In quest'ultimo conflitto Rogerio si alleò con il vescovo aretino, invadendo il territorio senese, ma venne sconfitto e tenuto prigioniero per più di un anno; il successivo intervento di Firenze vide la sconfitta di Siena e la sua liberazione.
Poco prima della morte, occorsa nell'anno 1131, vide il giuramento di fedeltà del Giudice Gonario II di Torres alla città e all'arcidiocesi pisana, a ricompensa del soccorso prestatogli nel riprendere il trono.